# Levko Revoetsky
Lev (Levko) Mykolajovytsj Revoetsky (Oekraïens: Лев (Левко) Миколайович Ревуцький, [lɛu̯ (lɛu̯ˈko) mɪkɔˈɫajɔʋɪt͡ʃ reˈwut͡sʲkɪi̯]) (Irzjavets, gouvernement Poltava, Keizerrijk Rusland, 20 februari (O.S. 8 februari) 1889 – Kiev, Oekraïense Socialistische Sovjetrepubliek, Sovjet-Unie, 30 maart 1977) was een Oekraïens componist, pedagoog en lid van de Oekraïense Academie van Wetenschappen ten tijde van de Sovjet-Unie. Naast Borys Ljatosjynsky geldt hij als een van de voornaamste en invloedrijkste Oekraïense componisten van de twintigste eeuw. In zijn werk spelen Oekraïense teksten en motieven een belangrijke rol.

## Levensbeschrijving

### Jeugd
Levko Revoetsky werd op 20 februari 1889 geboren in het dorp Irzjavets, destijds gelegen in het gouvernement Poltava van het Keizerrijk Rusland. Hij stamde zowel van vaders- als van moederskant af van prominente kozakken en groeide op in een welgestelde, muzikale familie. 
Zijn vader, Mykola Havrylovytsj Revoetsky (1843-1906), was aanvankelijk priester, maar trad na het overlijden van zijn eerste vrouw uit het priesterambt en werd vervolgens dorpsonderwijzer. Hij had een redelijk goede basstem en zong graag repertoire dat voor deze stem was geschreven. Ook speelde hij viool, waarbij hij werd begeleid door zijn vrouw. Levko's moeder, Oleksandra Dmytrivna Revoetska geb. Kanivska (1844-1906) was voor haar huwelijk onderwijzeres in het dorp Irzjavets en folkloriste. Ze sprak vloeiend Frans en Duits en had een muzikale opleiding genoten op een internaat voor adellijke jongedames. Ze speelde piano en verzamelde plaatselijke volksliederen. In 1880 trouwde ze met Mykola Revoetsky. Met Lev Tolstoj correspondeerde ze over de organisatie van het onderwijs in een dorpsschool; toen deze op het landgoed van de kunstenaar Mykola Ge in Bachmatsj was, ontmoetten ze elkaar persoonlijk.
Levko had een oudere broer, Dmytro Mykolajovytsj Revoetsky (1881-1941), die later een prominent musicoloog en letterkundige zou worden en tijdens de Duitse bezetting van Kiev in 1941 werd vermoord, waarschijnlijk door een agent van het NKVD.

### Vroege jaren
Volgens de componist zelf leerde hij al op vierjarige leeftijd het notenschrift en ontwikkelde hij een absoluut gehoor, op grond waarvan hij gekscherend "stemvork" werd genoemd. Toen hij vijf jaar oud was, begon hij met pianospelen. Vanaf 1898 ging Revoetsky naar school in Pryloeky, alwaar hij kennismaakte met de meesterwerken van de wereldliteratuur en de Oekraïense literatuur. Tijdens concerten droeg hij fragmenten voor uit Jevgeni Onegin van Aleksandr Poesjkin.

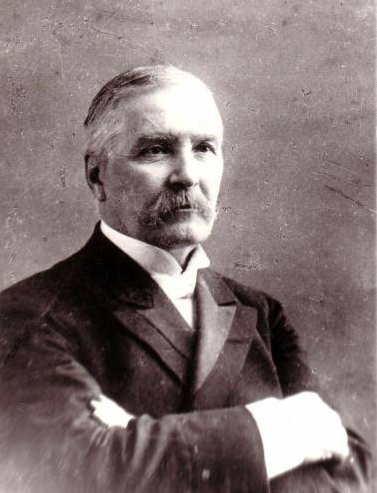
Mykola Lysenko (1842-1912), de "vader van de Oekraïense muziek"

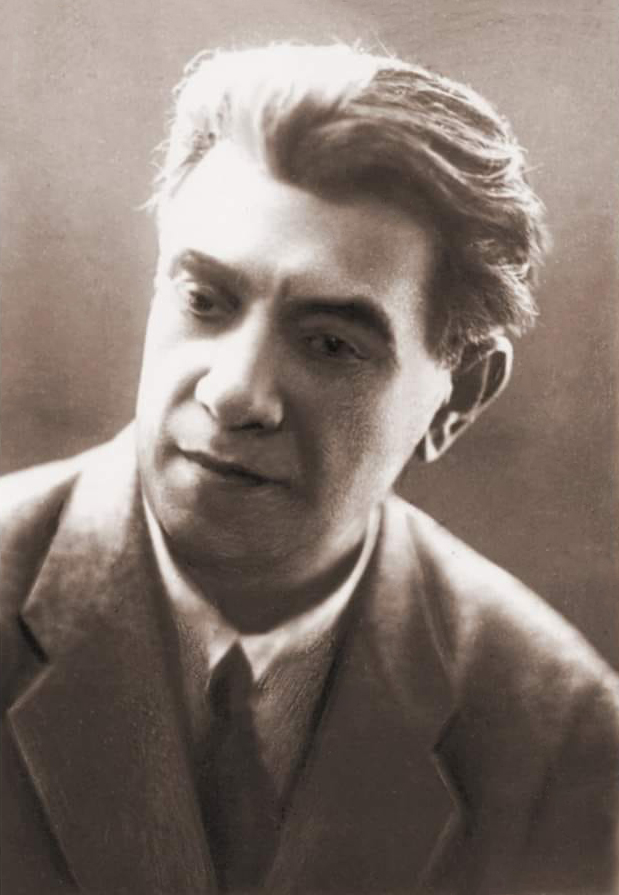
Reinhold Glière (1875-1956)

In 1903 werd hij ingeschreven aan zowel het particuliere gymnasium van Gottlieb Walker in Kiev als de muziekschool van Mykola Toetkovsky, waar hij pianolessen kreeg van de componist Mykola Lysenko. In 1904 stapte hij over naar diens nieuw opgerichte School voor Muziek en Drama, maar brak deze opleiding af na het plotselinge overlijden van zijn ouders in 1906. In 1907 ging hij studeren aan de Universiteit van Kiev, aanvankelijk aan de Faculteit Wis- en Natuurkunde en vanaf 1908 aan de Faculteit Rechten. Rond deze periode begon hij te componeren: liederen, miniaturen voor piano, een pianosonate en het eerste deel van een pianoconcert. Het merendeel van Revoetsky's werk uit deze periode is verloren gegaan.

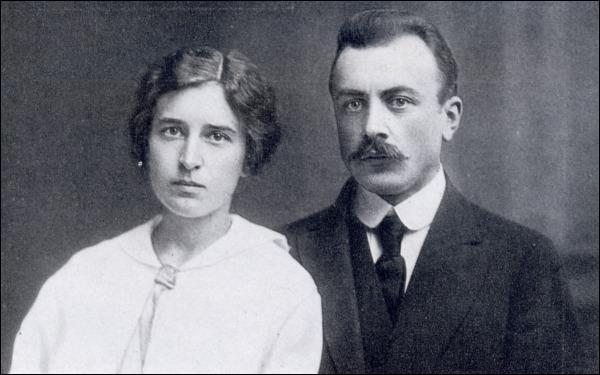
Levko Revoetsky met zijn vrouw Sofija (1916)

Hij hernam zijn muziekopleiding in 1913 aan het destijds nieuw opgerichte Conservatorium van Kiev: hij trad toe tot de compositieklas van Reinhold Glière en de pianoklas van Serhij Korotkevytsj en Hryhorij Chodorovsky. In deze periode schreef hij onder andere zijn Eerste Symfonie. Hij studeerde in 1916 af op het eerste deel van dit werk, dat door de examencommissie als "uitmuntend" werd beoordeeld. Van zijn oorspronkelijke plan om het uit te bouwen tot een symfonie in vier delen kwam uiteindelijk niets terecht: tijdens de Eerste Wereldoorlog ging het manuscript verloren en pas in de jaren vijftig zou Revoetsky het uit zijn hoofd reproduceren als ééndelig werk.
In 1916 voltooide Revoetsky tevens zijn rechtenstudie. 

### Hoogtijdagen als componist
In 1916 moest Revoetsky in militaire dienst en in 1917 werd hij tijdens de Eerste Wereldoorlog naar het front gestuurd. Nadat hij was afgezwaaid, keerde hij terug naar zijn geboortestreek, waar hij gedurende de jaren 1919-1924 lesgaf op een school en daarnaast leiding gaf aan enkele dorpskoren in Irzjavets en Pryloeky. In deze periode schreef hij onder meer de cantate Choestyna ("De zakdoek"). In 1924 keerde hij terug naar Kiev om docent te worden aan het Lysenko Instituut voor Muziek en Drama, waar hij ook een deel van zijn muzikale opleiding had genoten. Revoetsky floreerde in de levendige kunstwereld in het Kiev van de jaren twintig. Tot zijn voornaamste werken uit deze periode behoort zijn Tweede Symfonie (1926-27), die te boek staat als het eerste significante Oekraïense werk van dit genre. Daarnaast schreef hij liederen, koorwerken, stukken voor kinderen en volksliedbewerkingen.
Als gevolg van een reorganisatie van het muziekonderwijs werd het Lysenko Instituut voor Muziek en Drama in 1934 opgeheven om op te gaan in het heropgerichte Conservatorium van Kiev. Revoetsky kreeg er de leiding over de afdeling compositie en muziektheorie en verkreeg in 1935 de titel van professor. Vanaf 1932 vervulde hij tevens functies binnen de Oekraïense Bond van Sovjet-Componisten.

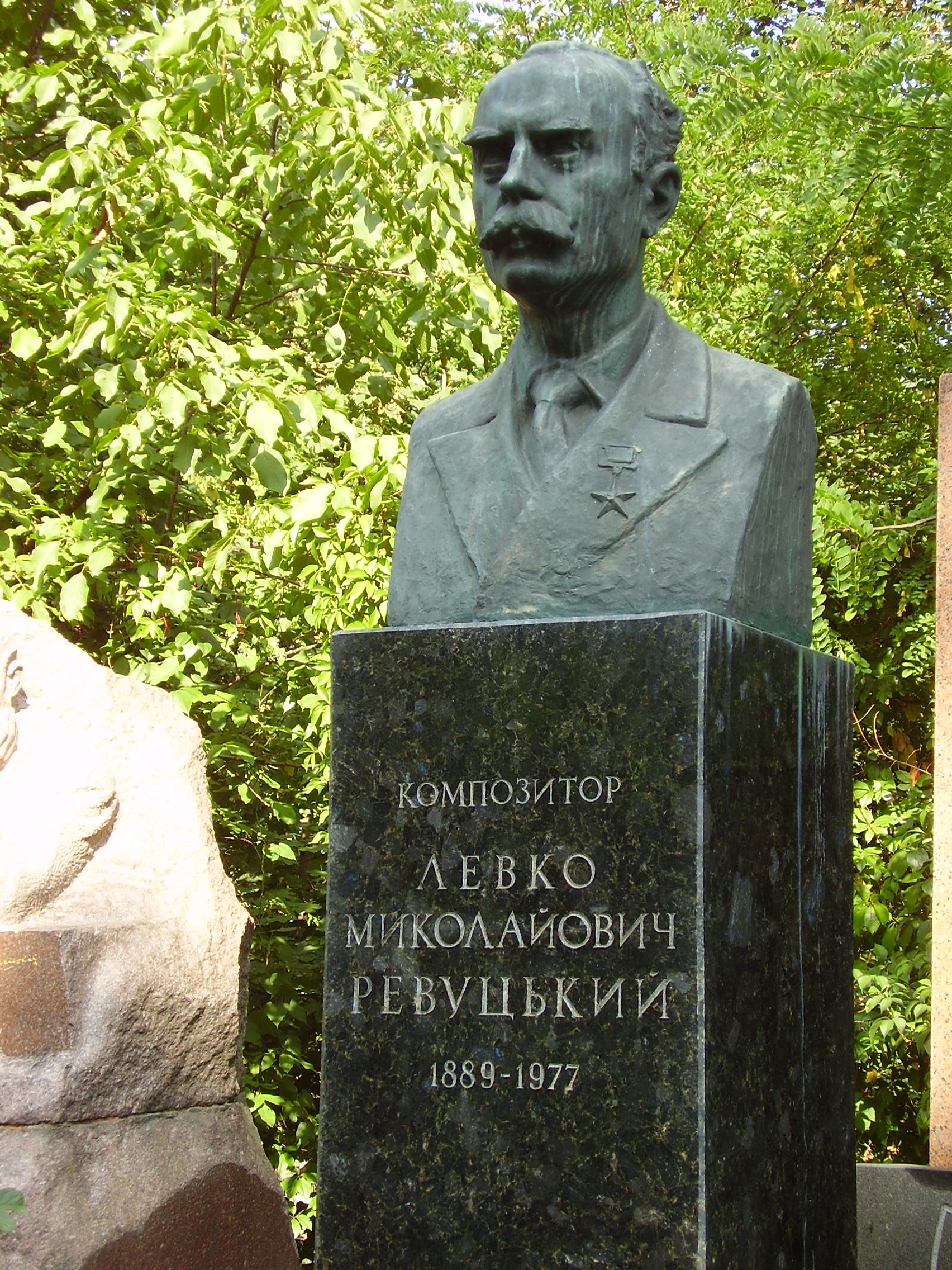
Borstbeeld van Revoetsky op diens graf op de Bajkove-begraafplaats in Kiev

Toch had Revoetsky, zoals destijds veel componisten in de Sovjet-Unie, het vanwege de toenemende repressie onder Stalin in de jaren dertig niet gemakkelijk. Na felle kritiek van overheidswege op zijn Tweede Pianoconcert (1934), dat in 1936 in première was gegaan en aanvankelijk de ondertitel Competitiegedicht had, zag Revoetsky zich gedwongen om zijn activiteiten als componist op een lager pitje te zetten en zich meer op zijn werkzaamheden als pedagoog te gaan concentreren. Ook ging hij zich toeleggen op het bewerken van eigen en andermans werk. Zo verzorgde hij in 1937 samen met Borys Ljatosjynsky een nieuwe instrumentatie van Mykola Lysenko's opera Taras Boelba, voltooide en orkestreerde hij het Pianoconcert in C van de in 1938 overleden componist Viktor Kosenko en maakte hij in 1940 een herziene versie van zijn eigen Tweede Symfonie. Voor deze laatste werd hij in 1941 onderscheiden met de Stalinprijs; hij passeerde hiermee het voorgedragen werk, Sergej Prokofjev's Aleksandr Nevski, naar verluidt om de gebrekkige vertegenwoordiging van de niet-Russische republieken te compenseren.

### Latere carrière
Tijdens de Tweede Wereldoorlog verbleef Revoetsky in Tasjkent, waar hij gedurende de jaren 1941-1944 lesgaf in compositie, muziektheorie en muziekgeschiedenis aan het Staatsconservatorium van de Oezbeekse Socialistische Sovjetrepubliek. Na de oorlog keerde hij terug naar Kiev, waar hij tot 1960 werkzaam bleef als professor aan het conservatorium. Van 1944 tot 1948 was hij tevens voorzitter van de Oekraïense Componistenbond. In de jaren 1947-1963 diende hij bovendien vier termijnen als lid van de Opperste Sovjet van de Oekraïense Socialistische Sovjetrepubliek.
Tijdens de laatste dertig jaar van zijn leven heeft Revoetsky weinig meer gecomponeerd. Zijn oeuvre uit die periode blijft grotendeels beperkt tot werken die in opdracht van de staat werden gecomponeerd, zoals bijvoorbeeld het koorwerk "Lied over de partij" (Oekr. Пісня про партію), dat onderdeel was van een collectieve cantate ter gelegenheid van het XVIde congres van de CPSU. In de jaren vijftig legde hij zich toe vooral op het uitgeven en populariseren van het werk van zijn vroegere leermeester, de componist Mykola Lysenko. Van 1958 tot 1968 was hij lid van de redactie van de Oekraïense Sovjetencyclopedie.
In februari 1969 werd hij naar aanleiding van zijn tachtigste verjaardag onderscheiden met de titel Held van de Socialistische Arbeid. Revoetsky overleed op 30 maart 1977 en ligt begraven op de Bajkove-begraafplaats in Kiev.

## Betekenis

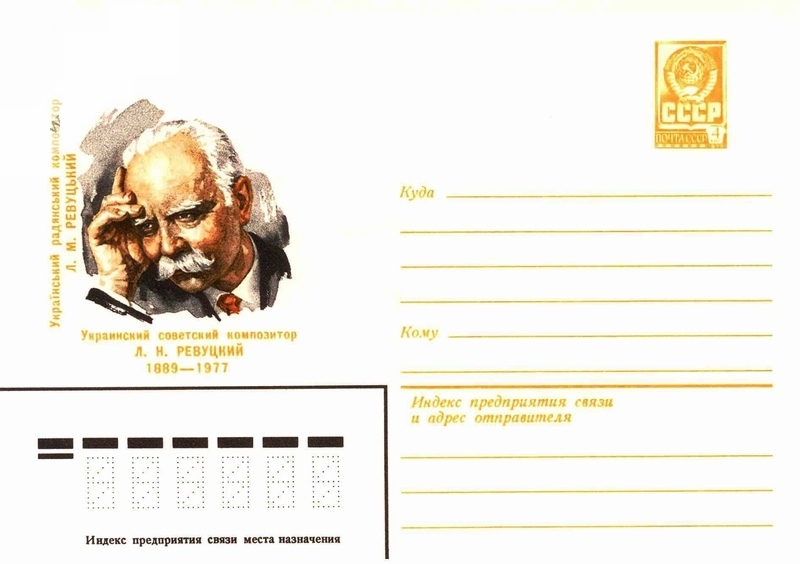
Een envelop uit 1989 met daarop de beeltenis van Revoetsky op latere leeftijd

Levko Revoetsky borduurde op creatieve wijze voort op de stijl van Oekraïense componisten als Mykola Lysenko en Mykola Leontovytsj, die zich kenmerkte door het samengaan van folkloristische elementen met het harmonisch denken aan het einde van de negentiende eeuw. Zijn stijl werd gevormd op basis van een grondige kennis van nationale volksthema's en -melodieën, die hij transformeerde binnen de tradities van de moderne professionele muziek en met eigen stilistische vondsten wist te verrijken. Zijn werk wordt gekenmerkt door lyriek, een rijkdom aan emoties en afgemeten, expressieve melodieën in combinatie met complexe harmonieën. Hij maakte gebruik van de grote muzikale vormen, waaronder een pianosonate, twee pianoconcerten, twee symfonieën en de cantate Choestyna, maar schreef daarnaast ook kleinere werken, zoals preludes voor piano en werken voor viool of cello met piano), alsmede ruim 120 volksliedbewerkingen voor o.a. zang en piano, waarbij vooral de pianopartijen interessant zijn. Zijn symfonische werk, en dan met name zijn Tweede Pianoconcert en zijn Tweede Symfonie, worden tot de meesterwerken van de Oekraïense klassieke muziek gerekend. 
Zijn Tweede Symfonie op Oekraïense volksthema's (uit 1927, herzien in 1940) staat bekend als de eerste "echte" Oekraïense symfonie en wordt vaak gezien als Revoetsky's beste werk. Toch klinkt er ook kritiek op het werk: Marina Frolova-Walker noemt het "aantrekkelijk en best knap gemaakt, maar niet erg origineel. Het was grotendeels geschreven halverwege de jaren 1920, maar werd gereviseerd voor een uitvoering in 1940 (en klonk alsof het was geschreven in de jaren 1890)." Overigens werd de verloren gewaande oorspronkelijke versie van deze symfonie uit 1927 in 2020 onverwacht teruggevonden en uitgevoerd.
Naast zijn werk als componist was Revoetsky ook van grote betekenis als pedagoog. Na de Russische Revolutie en de machtsovername door de bolsjewieken kwam de Oekraïense nationale muziekstroming onder grote druk te staan. Oudere "patriottisch georiënteerde" componisten die in hun werk Oekraïense nationale thema's gebruiken, zoals Mykola Lysenko, Jakiv Stepovy, Fedir Jakymenko en Kyrylo Stetsenko, waren inmiddels overleden, terwijl veel anderen het land hadden verlaten. De overgebleven jongere generatie moest schipperen tussen de traditie enerzijds en de strenge ideologische restricties uit Moskou anderzijds. Het was vooral aan Revoetsky en zijn jongere tijdgenoot Borys Ljatosjynsky te danken dat er desondanks een nieuwe generatie Oekraïense componisten kon worden opgeleid. Onder zijn studenten bevinden zich componisten als Mykola Dremljoeha, Vadym Homoljaka, de gebroeders Heorhij en Platon Majboroda, Vitalij Kyrejko, Arkadij Filipenko, Leonid Hrabovsky en Valentyn Sylvestrov.

## Onderscheidingen

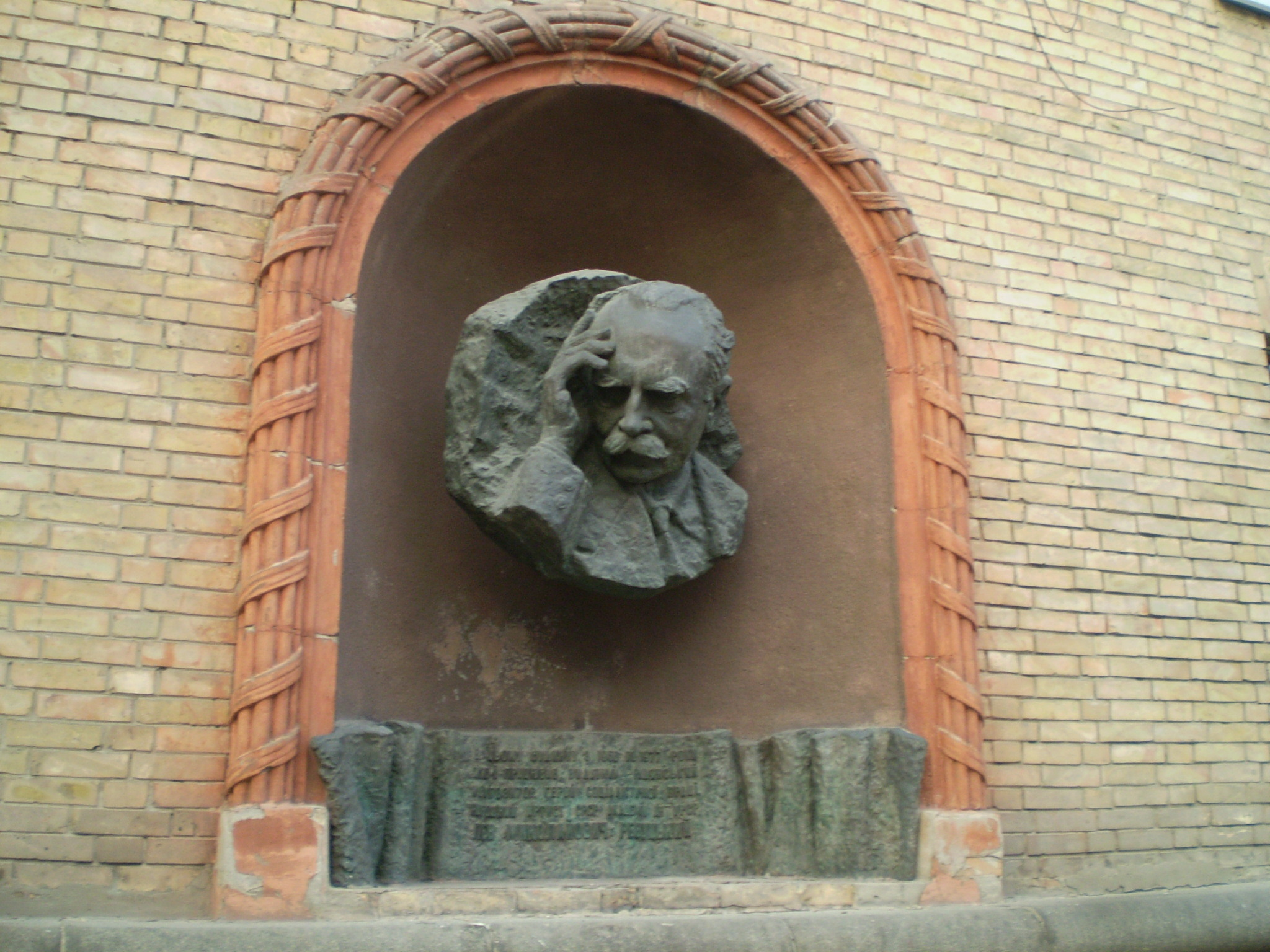
Een gedenkteken ter herinnering aan Levko Revoetsky in Kiev

Revoetsky heeft gedurende zijn leven vele eretitels, prijzen en onderscheidingen ontvangen:
- Vier keer de Orde van de Rode Vlag van de Arbeid (1938, 1946, 1951, 1960)
- Verdienstelijk persoon op het gebied van de kunsten van de Oekraïense Socialistische Sovjetrepubliek (1941)
- Stalinprijs, 2de klasse (1941) voor zijn Symfonie nr. 2
- Volksartiest van de Oekraïense Socialistische Sovjetrepubliek (1942)
- Volksartiest van de Sovjet-Unie (1944)
- Vier keer de Leninorde (1949, 1953, 1967, 1969)
- Nationale Sjevtsjenkoprijs (1966)
- Held van de Socialistische Arbeid (1969)
- Medaille voor Heldhaftige Arbeid in de Grote Vaderlandse Oorlog van 1941-1945

In 1989 is ter gelegenheid van het honderdste geboortejaar van Revoetsky in zijn geboortedorp Irzjavets een aan hem gewijd museum geopend en zijn er een borstbeeld en een plaquette geplaatst. Ook op de gevel van zijn huis in Kiev en op het station van Pryloeky zijn plaquettes te vinden. Verder zijn er onder meer in Kiev, Lviv, Loetsk en Tsjernihiv straten naar hem vernoemd en dragen een school in Irzjavets en de muziekschool van Tsjernihiv zijn naam.
Ter ere van Revoetsky werd in 1982 de Revoetskyprijs (Oekraïens: Премія імені Л. М. Ревуцького) ingesteld. Deze wordt jaarlijks toegekend aan jonge componisten en musici voor het creëren en/of uitvoeren van composities die brede publieke erkenning hebben gekregen.

## Oeuvre

### Instrumentale werken
Orkestwerken
- Concerto nr. 1 voor piano en orkest in es kl.t. op. 2 (verloren)
- Symfonie nr. 1 in A gr.t. op. 3 (1916-1920, herzien in 1957)
- Schetsen voor symfonieorkest op Oekraïense volksthema's (1921)
- Symfonie nr. 2 in E gr.t. op. 12 (1927, herzien in 1940)
- Kozatsjok (Oekr. Козачок) (1929)
- Moldavisch wiegelied voor hobo en orkest (1932)
- Concerto nr. 2 voor piano en orkest in F gr.t. op. 18 (1934, herzien in 1961)
- Ouverture voor de opera Taras Boelba van Mykola Lysenko (1952)

Instrumentale kamermuziek
- Strijkkwartet op Oekraïense volksthema's (schetsen, 1924)
- Intermezzo voor viool en piano op. 10 (1926)
- Menuet voor viool en piano op Oekraïense volksthema's (1926)
- Sonate voor viool en piano (schetsen, 1926)
- Moldavisch wiegelied voor hobo en piano (1932)
- Ballade voor cello en piano op. 20 (1933)
- Drie melodieën uit Oezbekistan (Oezbetski pesni, Oekr. Узбецькі пісні "Oezbeekse liederen") voor klarinet en piano (1943-1944)

Werken voor piano
- Wals in Bes (1909, herzien in 1951)
- Polonaise in A (1909)
- Sonate in b (1912, herzien in 1949)
- Drie preludes op. 4 (1913-1914)
- Twee preludes op. 7 (1918-1921)
- Twee preludes op. 11 (1924)
- Canon in bes (1927)
- Tweeluik "Lied. Humoresque" (1929)
- Twee transcripties van fuga's voor orgel van J.S. Bach
- Improvisatie
- Drie kinderstukken
- Twee etudes

### Vocale en vocaal-instrumentale werken
Vocale werken met symfonieorkest
- Kooropera Sjtsjorokoe (Oekr. Щороку "Ieder jaar") op tekst van Oleksandr Oles, deel 1 (ca. 1923)
- Cantate-gedicht Choestyna (Oekr. Хустина "De zakdoek") op tekst van Taras Sjevtsjenko (pianoversie in 1922, orkestversie in 1944)
- Upered, chto ne chotsje konaty (Oekr. Уперед, хто не хоче конати "Voorwaarts, wie niet sterven wil" op tekst van Pavlo Hrabovsky (1924)
- Zyma (Oekr. Зима "Winter") op tekst van Oleksandr Oles (1924)
- Oj, vesna krasna (Oekr. Ой, весна красна "O schone lente") op tekst van Maksym Rylsky (1952)
- Oda pisni (Oekr. Ода пісні "Ode aan het lied") op tekst van Maksym Rylsky (1956)

Werken voor zangstem en orkest
- Monoloog van Taras Bulba (Oekr. Монолог Тараса Бульби) op tekst van Maksym Rylsky, naar een verhaal van Nikolaj Gogol (1956)
- Vier Oekraïense volksliederen: Червона ружа, Їхав козак (1928), Та ой крикнули журавлі, Чуєш, брате мій (1959)

Liederen voor zangstem en piano
- Iz slez moich (Rus. Из слез моих "Vanuit mijn tranen") op tekst van Heinrich Heine (1907)
- Schidna melodija (Oekr. Східна мелодія "Oosterse melodie") op tekst van Lesja Oekrajinka (1922-1923)
- Nu rozkazji zj (Oekr. Ну розкажи ж "Nou, vertel op") op tekst van I. Chomenko (1922-1923)
- Duma pro trjoch vitriv (Oekr. Дума про трьох вітрів "Doema[22] over de drie winden") op tekst van Pavlo Tytsjyna (1925)
- Tysja (Oekr. Тиша "Stilte") op een eigen tekst (1922-1923)
- De ti slova (Oekr. Де ті слова "Waar zijn die woorden") op. 8 nr. 1 op tekst van Oleksandr Oles (1924)
- Prosa pokosjeno (Oekr. Проса покошено "De gierst is gemaaid") op. 8 nr. 2 op tekst van Maksym Rylsky (1924)

Koorwerken
- A capella
  - Na rikach, kruh Vavylona (Oekr. На ріках, круг Вавилона "Op de rivieren rond Babylon") op. 13 op tekst van Taras Sjevtsjenko (1923)
  - Hoekajte jich (Oekr. Гукайте їх "Roept hen aan") op. 14 op tekst van Mykola Filjansky (1923)
  - Sertse muzyky (Oekr. Серце музики "Het hart der muziek) op. 17 op tekst van Mykola Vorony (1922-1923)
  - Oe peretykoe chodyla (Oekr. У перетику ходила "Zij liep de bosjes in") op tekst van Taras Sjevtsjenko (1924)
  - Himn tsjernetsjij (Oekr. Гімн чернечий "Monnikenlied") op tekst van Taras Sjevtsjenko (1924)
  - Oborntsjam svobody (Oekr. Оборонцям свободи "Aan de verdedigers van de vrijheid") op tekst van Oleksandr Kovalenko (1925)
  - Sljozy divotsji (Oekr. Сльози дівочі "Meisjestranen") op tekst van Ivan Franko (1925)
  - Na zaliznych dverjach (Oekr. На залізних дверях "Op de ijzeren deuren") op tekst van Maksym Rylsky (1925)
  - Oj tsjoho ty potsjornilo (Oekr. Ой чого ти почорніло "Ach, waarom ben jij zwart geworden") op tekst van Taras Sjevtsjenko (1927)
  - Tataars revolutionair lied (Oekr. Татарська революційна пісня) (1928)
  - Vijna vijni (Oekr. Війна війні "Oorlog tegen oorlog") op tekst van Volodymyr Sosjoera (1930)
  - Oj odna, ja odna (Oekr. Ой одна, я одна "Ach, alleen, ik ben alleen") op tekst van Taras Sjevtsjenko (1938)
- Ongeveer vijftig werken voor koor met piano- of orkestbegeleiding

Volksliedbewerkingen
- 39 werken voor zang en piano, waaronder:
  - Sonetsjko (Oekr. Сонечко "Zonnetje") (1925)
  - Cyclus "Galicische liederen" (Oekr. Галицькі пісні) (1926)
  - Cyclus "Kozakkenliederen" (Oekr. Козацькі пісні) (1926)
  - Vier Balkaarse liederen (1926)
- Oj dolaj (Oekr. Ой, долай), Balkaars volkslied voor zang en pianotrio (1929)
- Werken voor koor a capella, waaronder:
  - Oekraïense volksliederen in Revoetsky's bundel Oekrajinski doemy ta istoritsjni pisni (Oekr. Українські думи та історичні пісні) (1919)
- 16 werken voor koor en piano, waaronder:
  - Drie lentedansen (Oekr. Три веснянки) (1926)
- Oj ty, zore (Oekr. Ой ти, зоре "Och, jij ster") voor mannenkoor en orkest (1932, herzien in 1944)

### Film- en theatermuziek
- Schetsen voor een opera Koepalska nitsj (Oekr. Купальська ніч) naar een verhaal van Nikolaj Gogol
- Muziek voor de enscenering van Kamenjari (Oekr. Каменярі) van Ivan Franko (1926)
- Muziek voor de film Zemlja (Oekr. Земля "De aarde") (regie: Oleksandr Dovzjenko) (1930)
- Muziek voor de film Stepovi pisni (Oekr. Степові пісні "Liederen van de steppe") (regie: Jakiv Oerinov) (1933)
- Muziek voor de theaterproductie Bohdan Chmelnytsky (Oekr. Богдан Хмельницький)
- Muziek voor de theaterproductie Maroesja Bohoeslavka (Oekr. Маруся Богуславка)
- Muziek voor radio-uitzendingen

### Overige
- Redactie van deel 1 van het Concert voor piano en orkest in C gr.t. van Viktor Kosenko
- Redactie en aanvulling van de opera Taras Boelba van Mykola Lysenko